# Roland Sallai
Roland Sallai (Budapest, Hungría, 22 de mayo de 1997) es un futbolista húngaro. Juega de centrocampista y su equipo es el Galatasaray S. K. de la Superliga de Turquía.

## Selección nacional

### Participaciones en Eurocopas
| Copa          | Sede     | Resultado    | Partidos | Goles |
| ------------- | -------- | ------------ | -------- | ----- |
| Eurocopa 2020 | Europa   | Primera fase | 3        | 0     |
| Eurocopa 2024 | Alemania | Primera fase | 3        | 0     |

## Clubes
| Club                  | País     | Año       |
| --------------------- | -------- | --------- |
| Puskás Akadémia F. C. | Hungría  | 2014-2016 |
| U. S. Palermo         | Italia   | 2016-2017 |
| APOEL F. C.           | Chipre   | 2017-2018 |
| S. C. Friburgo        | Alemania | 2018-2024 |
| Galatasaray S. K.     | Turquía  | 2024-     |

## Palmarés

### Títulos nacionales
| Título               | Club              | País    | Año  |
| -------------------- | ----------------- | ------- | ---- |
| Copa de Turquía      | Galatasaray S. K. | Turquía | 2025 |
| Superliga de Turquía | Galatasaray S. K. | Turquía | 2025 |